# 上帝不伟大
《上帝沒什麼了不起：揭露宗教中的邪惡力量》（英語：God is not Great: How Religion Poisons Everything），英国版的题目是《上帝不伟大：反宗教的论据》（英語：God is Not Great: The Case Against Religion）是一本2007年出版的批判宗教的非虚构类书籍，作者是作家兼记者克里斯多福·希鈞斯。

## 簡介
全書十九章。前十四章，作者以其博識，針對宗教支持者所宣稱的宗教各種好處，諸如提昇道德、哲學內涵、促進健康、使社會更和平、增進人際和諧等，一一批判反駁。
書中十五章開始總結，指出宗教的五大原罪：
1. 對於頭腦簡單及輕信人言的人，呈現虛假的世界景象
2. 血祭的教義
3. 贖罪的教義
4. 永世的補償與（或）懲罰的教義
5. 強加不可能的任務與規則

此後十六章，則進一步強調宗教除了欠缺積極的好處，更具有積極性的壞處：虐待兒童。此章說明的內容包括對兒童身心雙方面帶來的折磨與痛苦。如心靈上的灌輸恐懼、心靈桎梏、鼓吹仇恨，以及肉體上的割禮與懲罰等；後者更延伸到兒童色情犯罪。
|  | 對於眞正在進行的事情而言，「虐待兒童」實在是一個無聊且令人生厭的婉轉說法：我們在談及有關對於兒童有系統性的強暴與折磨，極可能受到統治集團的協助及支持，他們明知故犯，把最嚴重的違法者派到本身會比較安全的教區。 |

十七章承襲十六章，言宗教之惡，從個人轉往群體，指出宗教經常與專制極權相關聯，並經常參與或推動種族歧視。
最後兩章，則以強調理智的重要，以及宗教反智的經歷導入結論，即宗教與科學文明在發展雖不相統屬卻相為敵，以及人應擁抱理智以開啟更妥當的未來生活。
特別值得注意的一點，是本書批判對象雖然以亞伯拉罕一神諸教為主，卻也同時也指出這些問題不僅屬於西方有組織宗教，東方宗教以及新興教派亦同，並於第十四章專章討論。

## 外部連結
- 本書評論 (華盛頓郵報) （页面存档备份，存于）